# Burattino senza fili
(Edoardo Bennato)
Burattino senza fili, pubblicato nel 1977 dalla Ricordi, è il 5º album in studio del cantautore italiano Edoardo Bennato. È il disco con cui Bennato apre la sua trilogia di concept album prodotti tra il 1977 e il 1983.
L'autore ha tratto idee dal classico della letteratura per bambini Le avventure di Pinocchio di Carlo Collodi. L’opera è allegoria del potere che impone la propria cultura e nozione di normalità, respingendo e opprimendo chi si allontana da regole prefissate per cercare una personale percezione del mondo.

## Descrizione
Come si deduce dal titolo, è un album che si ispira e riprende i personaggi de Le avventure di Pinocchio, celebre libro di Carlo Collodi. Nell'album sono trattati svariati temi di attualità, che riguardano il potere, l'industria discografica (Il gatto e la volpe), la situazione femminile (La fata), la saccenteria (Tu grillo parlante), la dittatura (Mangiafuoco) e l'intellighenzia (Dotti, medici e sapienti). L'album reinterpreta la storia di Pinocchio con nuovi temi di denuncia sociale. 
La rilettura della favola non è che una metafora per comprendere la società contemporanea. Pinocchio, diventato umano, finisce per essere manovrato, come quando era una marionetta, da personaggi loschi (vedi i brani Il gatto e la volpe oppure Mangiafuoco). Il ragazzo, nonostante desiderasse crescere, rimpiange alla fine quei momenti, capendo che il mondo non è affatto facile e mansueto come credeva (si prenda in considerazione il testo di È stata tua la colpa).

## La copertina
La copertina, apribile e con impaginazione, comprendeva i testi delle canzoni, fotografie dei musicisti in studio, crediti e illustrazioni in gran parte riprese dai disegni originali di Attilio Mussino per l'edizione del 1911 de "Le avventure di Pinocchio" di Carlo Collodi Ed. Bemporad, Firenze.. 

## Accoglienza
| Recensione | Giudizio       |
| ---------- | -------------- |
| Ondarock   | Pietra miliare |
| Rockol.it  | 9/10           |

Burattino senza fili è ritenuto da molti critici come uno dei lavori migliori del cantautore, oltre ad uno dei dischi italiani più importanti e venduti di sempre.
Ondarock, al riguardo, considera la composizione di Edoardo Bennato come «l'opera più ambiziosa realizzata fino a quel momento ( [...] ) la più compatta e, artisticamente, la più valida».
Nella trasmissione televisiva 33 Giri italian Masters, prodotta da Sky Arte, il cantautore napoletano giudica Quando sarai grande uno dei testi più belli che abbia scritto.
L'album è stato il più venduto in Italia nel 1977.

## Tracce
I testi e le musiche sono di Edoardo Bennato.
Lato A
1. È stata tua la colpa – 5:15
2. Mangiafuoco – 4:53
3. La fata – 4:08
4. In prigione, in prigione – 4:42

Durata totale: 18:58
Lato B
1. Dotti, medici e sapienti – 3:23
2. Tu grillo parlante – 4:02
3. Il gatto e la volpe – 2:59
4. Quando sarai grande – 4:47
5. Dotti, medici e sapienti (versione strumentale, traccia fantasma) – 1:45

Durata totale: 16:56

## Formazione
- Edoardo Bennato – voce, armonica, chitarra
- Ernesto Vitolo – piano, cembalo[9], armonium[9]
- Tony Di Mauro – chitarra
- Andrea Sacchi – chitarra
- Roberto Ciotti – dobro
- Gigi De Rienzo – basso
- Tony Esposito – batteria, percussioni
- Maurizio Bianchini – percussioni[9], vibrafono[9], corno, tromba
- Alberto Ravasini – basso, flauto
- Sandro Lorenzetti – batteria
- Robert Fix – sax contralto e tenore
- Antonio Sinagra – arrangiamento, direzione orchestrale (in Dotti, medici e sapienti)

## Successo commerciale
Con più di un milione di copie vendute, è stato l’album più comprato in Italia nel 1977. Superò perfino Io tu noi tutti di Lucio Battisti. Riguardo al successo, Bennato ricorda: «Appena uscì ( [...] ) l'intellighenzia che mi aveva sostenuto ai festival cominciò a guardarmi con sospetto. Non avevo fatto come gli altri cantautori impegnati, come Claudio Lolli o Claudio Rocchi, non ero rimasto al mio posto. Ero diventato commerciale, mi ero venduto».

## Riedizioni
- 2017, Burattino senza fili 2017, TV Sorrisi e Canzoni